# Valdemar Glückstadt
Valdemar Josef Glückstadt (født 25. februar 1868 i Christiania, død 11. november 1942) var en dansk grosserer og generalkonsul, bror til Emil Glückstadt.
Han var søn af gehejme-etatsråd Isak Glückstadt og Juliette Sophie, født Raffel, og var medindehaver af firmaet Max Levig & Co.
Glückstadt var medinitiativtager til oprettelsen af Handels- og Søfartsmuseet i 1914 og sad i komiteen, der ledte til museets oprettelse. Han var desuden Ridder af Dannebrog, formand i bestyrelsen for Kommunalforeningen for Skodsborg og Omegn, medlem af Det Kongelige Danske Geografiske Selskabs råd, viceformand i bestyrelsen for Foreningen for fremmede Magters Konsuler, vicepræsident i Italiensk Forening Umberto I, formand for Foreningen Dante Alighieri, i komitéerne for Danmark Ekspeditionen til Nordøstgrønland, Einar Mikkelsens Fikspedition, Geografisk Selskabs ekspedition til den persiske havbugt og i bestyrelserne for aktieselskaberne De Danske Konservesfabrikker og Frihavnens Skibsprovianteringsforretning. Han var konsul for Kongeriget Italien.
Han var gift med Julie Emilie Rée (1. september 1875 i København – 1. maj 1952), datter af direktør Edvard Rée.